# Relais 4 × 100 mètres masculin aux championnats du monde d'athlétisme 1999
Navigation
Athènes 1997 Edmonton 2001
L'épreuve du relais 4 × 100 mètres masculin des championnats du monde d'athlétisme 1999 s'est déroulée les 28 et 29 août 1999 au Stade olympique de Séville, en Espagne. Elle est remportée par l'équipe des États-Unis (Jon Drummond, Tim Montgomery, Brian Lewis et Maurice Greene).

## Résultats

### Finale
| Rang               | Pays           | Athlètes                                                                 | Temps   | Notes |
| ------------------ | -------------- | ------------------------------------------------------------------------ | ------- | ----- |
| Médaille d'or      | États-Unis     | Jon Drummond Tim Montgomery Brian Lewis Maurice Greene                   | 37 s 59 | WL    |
| Médaille d'argent  | Royaume-Uni    | Jason Gardener Darren Campbell Marlon Devonish Dwain Chambers            | 37 s 73 | AR    |
| Médaille de bronze | Brésil         | Raphael de Oliveira Claudinei da Silva Edson Ribeiro André Domingos      | 38 s 05 | AR    |
| 4                  | Cuba           | Alfredo García-Baró Iván García Luis Alberto Pérez-Rionda Yoel Hernández | 38 s 63 |       |
| 5                  | Pologne        | Marcin Krzywanski Marcin Urbas Piotr Balcerzak Marcin Nowak              | 38 s 70 | SB    |
| 6                  | Afrique du Sud | Morne Nagel Marcus La Grange Lee-Roy Newton Mathew Quinn                 | 38 s 74 | NR    |
| 7                  | Hongrie        | Viktor Kovács Gábor Dobos Roland Németh Zsolt Szeglet                    | 38 s 83 |       |
| 8                  | Nigeria        | Innocent Asonze Francis Obikwelu Daniel Effiong Deji Aliu                | DQ      |       |

## Légende
Records et Performances
- AR : Record continental (area record)
- CR : Record des championnats (championship record)
- MR : Record du meeting (meet record)
- NR : Record national (national record)
- OR : Record olympique (olympic record)
- PR : Record paralympique (paralympic record)
- PB : Record personnel (personal best)
- SB : Meilleure performance personnelle de la saison (season's best)
- WL : Meilleure performance mondiale de l'année (world leader)
- WJR : Record du monde junior (world junior record)
- WR : Record du monde (world record)

Circonstances et Conditions
- DNF : N'a pas terminé (did not finish)
- DNS : N'a pas pris le départ (did not start)
- DQ : Disqualification (disqualification)
- NM : Aucun essai valable enregistré (No Mark)
- Q : Qualifié « directement » au prochain tour (ou à la prochaine compétition), lors d'une compétition majeure, grâce au classement ou à la réalisation des minima (automatic qualifier)
- q : Qualifié au prochain tour (ou à la prochaine compétition), lors d'une compétition majeure, grâce au repêchage ou à la réalisation de l'une des meilleures performances parmi celles des « non qualifiés directement » (grâce au meilleur temps ou à la meilleure distance par exemple) (secondary qualifier)